# Wierzbka Dolna (przystanek kolejowy)
Wierzbka Dolna – zlikwidowany przystanek kolei wąskotorowej (Kołobrzeska Kolej Wąskotorowa) w Wierzbce Dolnej, w województwie zachodniopomorskim, w Polsce.